# Hubert Rees (Biologe)
Hubert Rees, genannt Hugh Rees, (* 2. Oktober 1923 in Llangennech, Carmarthenshire, Wales; † 13. September 2009 in Aberystwyth) war ein britischer Genetiker und Botaniker.
Rees diente ab 1944 im Zweiten Weltkrieg in einem Lancaster-Bomber der Royal Air Force (zuletzt als Flight Lieutenant und er erhielt für seinen Dienst das Distinguished Flying Cross)   und studierte ab 1946 landwirtschaftliche Botanik an der Aberystwyth University in Wales mit dem Abschluss 1950. Er war kurz am John Innes Centre (damals John Innes Horticultural Institution in Bayfordbury), wurde 1950 Assistant Lecturer in Genetik am neu geformten Department für Genetik der Universität Birmingham unter Kenneth Mather und John L. Jinks. 1957 war er ein halbes Jahr an der University of Illinois at Urbana-Champaign bei Marcus Rhoades, wobei er u. a. Theodosius Dobzhansky traf. Ab 1958 war er wieder an der Aberystwyth University in Wales als Senior Lecturer für landwirtschaftliche Botanik, wurde 1966 Reader und danach Professor und Leiter des Departments. 1983 wurde er Vize-Prinzipal in Aberystwyth und 1991 wurde er emeritiert.
Er befasste sich mit genetischer Kontrolle von Chromosomen-Verhalten und -Organisation in Pflanzen und evolutionären Änderungen in der Chromosomen-Organisation.
Er war Fellow der Royal Society. 

## Schriften (Auswahl)
- mit R. N. Jones:: B Chromosomes, Academic Press 1982